# Ctenitis submarginalis
Ctenitis submarginalis là một loài thực vật có mạch trong họ Dryopteridaceae. Loài này được (Langsd. & Fisch.) Ching miêu tả khoa học đầu tiên năm 1940.